# André Merlo
André Luiz Coelho Merlo (Governador Valadares, 25 de novembro de 1965) é um engenheiro, pecuarista e político brasileiro. É o atual prefeito de Governador Valadares, fez parte do Partido da Social Democracia Brasileira, se filiando, posteriormente, ao recém-fundado União Brasil. Foi também Secretário Estadual do Agronegócio em 2013 e mais tarde Secretário de Agricultura, Pecuária e Abastecimento de Minas Gerais, durante o Gestão Anastasia.

## Carreira política

### Candidatura a prefeitura de Governador Valadares em 2012
André Merlo se candidatou a prefeitura de Governador Valadares em 2012 pelo PDT. Não foi eleito, obtendo apenas 25% dos votos. 

### Subsecretário Estadual de Agronegócio
Em 2013, André foi nomeado Subsecretário de Agronegócio do Estado de Minas Gerais.

### Secretário Estadual de Agricultura, Pesca e Abastecimento
No dia 6 de abril de 2014, após a renúncia de Antonio Anastasia do cargo de governador de Minas Gerais para se candidatar ao Senado Federal, o vice-governador Alberto Pinto Coelho Júnior (PP) assumiu seu cargo. Dois dias após, André foi nomeado Secretário Estadual da Agricultura, Pesca e Abastecimento. Ainda que tenha assumido o cargo de Secretário Estadual, André continuou exercendo o seu cargo de presidente da União Ruralista Rio Doce.

### Campanha Eleitoral para a Prefeitura de Governador Valadares
André se tornou candidato a prefeito de Governador Valadares em 2016 pelo PSDB. A coligação Valadares tem jeito foi a maior coligação eleitoral das eleições municipais de 2016. Entre as principais promessas de campanha estavam reformas nos Setores de Cultura, Mobilidade e Infraestrutura Urbana. O candidato foi eleito com 81% dos votos, sendo o primeiro prefeito da cidade a ter nascido em Governador Valadares.

### Prefeito de Governador Valadares
No primeiro mês de governo, André foi aclamado presidente do Consórcio Intermunicipal de Saúde de Rede de Urgência e Emergência do Leste de Minas (Consurge).
Com dívida de 348 milhões de reais, André decretou estado de calamidade financeira em março de 2017.
Em abril de 2017, foi aberto um Centro de Valorização da Vida (CVV) com apoio da prefeitura.
Em janeiro de 2018, foi inaugurada a unidade da Sala Mineira do Empreendedor, com uma parceria entre a prefeitura, o Serviço Brasileiro de Apoio às Micro e Pequenas Empresas e a Junta Comercial do Estado de Minas Gerais.
Em agosto de 2018, foi realizado em Governador Valadares o primeiro Fórum Emergencial do Leste de Minas, com o objetivo de reunir os prefeitos da região para discutir a falta de repasses do Governo do Estado. As prefeituras decretaram ponto facultativo no dia 3 de agosto.

## Controvérsias

### Nomeação da filha
Em março de 2017, André nomeou sua filha, Sophia Merlo, para o cargo de Chefe de Gabinete da prefeitura de Governador Valadares. A nomeação gerou polêmica, acusando o prefeito de nepotismo.
O Supremo Tribunal Federal concedeu uma liminar determinando a suspensão da nomeação de Sophia.

### Delação premiada
Em 20 de Março de 2018, ex-vereador Ricardo Assunção (PTB), preso na Operação Mar de Lama, fez delação premiada. Em um dos trechos, o ex-vereador acusou o prefeito de utilizar o dinheiro da venda de um terreno da União Ruralista Rio Doce para a rede Atacadão. Mais tarde, a União Ruralista Vale do Rio Doce, por meio de nota, negou as acusações do ex-vereador e disse que a venda dos terrenos aconteceu depois da aprovação em duas assembleias feitas com os associados da instituição e que a associação nunca interveio em questões partidárias, além de não possuir fins lucrativos. O próprio André Merlo, afirmou que ainda não teria tido acesso completo ao conteúdo da delação e quando o tivesse faria sua declaração oficial.

### Interferência na eleição para Presidente da Câmara Municipal
No dia 7 de Fevereiro de 2019, a Câmara Municipal de Governador Valadares arquivou duas denúncias feitas por cidadãos valadarenses contra o prefeito por suposta prática de infração político-administrativa. O prefeito foi tentado influenciar na eleição da Mesa Diretora do Legislativa, ocorrida no dia 14 de Dezembro de 2018, para eleger o candidato apoiado pelo governo, o vereador Alessandro Herraz (PHS), que acabou por ser derrotado pelo atual presidente da Câmara Municipal, Júlio Avelar (PV).
As duas denúncias se apoiaram em argumentos semelhantes, o fato de o prefeito ter usado a máquina pública para interesse pessoal, e ambas acusaram André Merlo de prática de infração político-administrativa. As alegações foram baseadas em um áudio que caiu nas redes sociais um dia depois da realização das eleições da Câmara. Nesse áudio, o prefeito tenta coagir o vereador Jacob Rodrigues da Silva Neto, ou Jacob do Salão (PSB), a votar em seu candidato e chega a ameaçar não fazer uma obra programada na Avenida Cantídio Ferreira da Silva, no bairro Jardim Atalaia.
Rosemary Mafra (PCdoB) e os vereadores Coronel Wagner (PMN) e Antônio Carlos (PT) foram os três parlamentares que votaram a favor do recebimento das acusações. Os restantes, o que inclui o próprio presidente da Câmara, Júlio Avelar, votaram contra. Além disso, o vereador Marcion Ferreira (PR), por estar em viagem, não participou da reunião.

### Censura
No dia 18 de Junho de 2019, enquanto prefeito de Governador Valadares, André processou o cartunista Paulo Espirito Santo (conhecido popularmente como Cartunista Santo) por causa de postagens cobrando informações sobre o uso de uma verba de emenda parlamentar do Deputado Mário Heringer (PDT), no valor de R$300 mil, destinada à Associação Santa Luzia, há mais de um ano. Segundo o cartunista, a verba não chegou àquela instituição, que cuida de pessoas carentes e precisa da ajuda da população e do poder público para se manter.
Na ação, o prefeito André Merlo alegou que o cartunista estava lhe imputando crime de desvio de verbas, previsto em lei federal, e pediu uma liminar para que ele retirasse a publicação do Facebook, sob pena de multa diária de R$ 100. No dia 11 de junho, o juiz Fabrício Gusmão da Cunha Araújo negou o pedido por entender que não havia elementos suficientes para demonstrar o possível dano ou a necessidade de urgência. O magistrado também registrou que a retirada da publicação ensejaria a “restrição ao direito” do cartunista de contribuir para elucidação dos fatos e iria ferir sua ampla defesa. 
No dia 21 de Agosto, André Merlo e o cartunista foram a uma audiência, onde aconteceram diversos protestos de pessoas que eram contra a suposta censura. A audiência decidiu que o processo seria suspenso por vinte dias. Mais tarde, o prefeito se pronunciou, dizendo: “Enquanto estiver falando da nossa administração como gestor não tem problema, está no processo político, mas com ele afirmando essas questões, como não tem diálogo, ele não vai à prefeitura saber a verdade e solta coisas mentirosas, não tem outra maneira senão acionar a Justiça”. Segundo ele, o processo não é uma tentativa de censura e só aconteceu porque lhe foi imputando um crime: “Ele acusa sem conhecer, tem uma posição política que não conheço e acusa sempre minha pessoa, de repente porque é petista e sou contra o PT, ou porque é da esquerda e sou contra a esquerda. Ele tem que explicar isso aí”  

Entre os apoiadores do cartunista, estava o vereador Marcion da Fusobras (PL), enquanto apoiando o prefeito estava a vereadora Fátima Salgado (PSDB), além dos advogados de ambos.   